# خطأ الخطوات والمسارات المتموجة

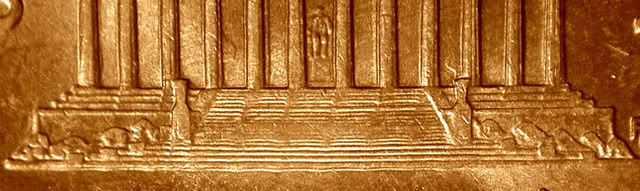
خطوات متموجة على ظهر عملة لينكولن 1999.

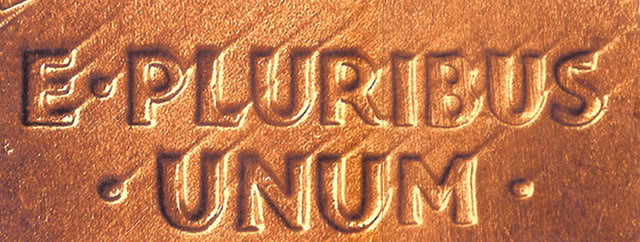
1994 لينكولن سنت مع مسارات قادمة من إي مجموعة واحد.

خطأ الخطوة المتموجة أو المسارات هو خطأ في القالب  عثر عليه في بعض العملات المعدنية التي  سكت في الولايات المتحدة بدءًا من عام 1986. تحدث الشذوذ أثناء تصنيع القالب بواسطة عملية الضغط الفردي.

## السبب
في حين أن السبب الدقيق لـ "المسارات/الخطوات المتموجة" غير معروف فمن المعتقد أنها ناجمة عن حركة القالب ضد المحور أثناء عملية تشكيل المحور بالضغط مرة واحدة. توجد أوجه تشابه بين هذه الشذوذ والقالب المزدوج ومع ذلك فإن الاختلاف الرئيسي هو أن القالب المزدوج هو تكرار لعنصر التصميم في حين أن قالب "المسار" هو امتداد لعنصر التصميم.

## محور الضغط الفردي
في عام 1986 ذكر التقرير السنوي لمدير دار سك العملة للسنة المالية 1986 أن الدار كانت تجرب نظامًا جديدًا للضغط الفردي. في عام 1996 أعلنت دار سك العملة في افتتاح متجر القوالب الخاص بها في دنفر أن قوالب السنتات والنيكل والدايم سوف تصنعها باستخدام هذه العملية. استغرق الأمر حتى عام 1999 لإدراج بقية قوالب العملات المعدنية الطائفية التي أنتاجت بهذه الطريقة.
في حين كان الغرض من إنشاء عملية تجميع الضغط الفردي هو القضاء تمامًا على خطأ القالب المزدوج إلا أنها لم تفشل في القيام بذلك فحسب بل إنها أنتجت أيضًا شذوذ القالب هذا الذي تتشابه خصائصه في الطبيعة. تعتبر هذه الشذوذ المعروفة باسم "الخطوات المتموجة" أو "المسارات" خطأ من نوع التنوع حيث أنها موجودة في كل عملة تنتجها بواسطة القالب المتأثر.

## الإحصائيات
بدأت ظاهرة الشذوذ في القالب أو ما يعرف بـ"المسارات" في الظهور في عام 1986 بعد وقت قصير من بدء الدار في تجربة عملية الضغط الفردي واستمرت حتى عام 2011. حتى عام 2011  عثر على أكثر من 1200 نموذج من القوالب المتأثرة بهذه الشذوذ على العملات المعدنية من فئة السنتات والنيكل والدايم والربع دولار والدولارات.
اكتشاف أول قالب متموج في عام 1995 على سنت لينكولن 1994 من دار سك العملة في فيلادلفيا. لم تكتسب هذه المجموعة المتنوعة من القوالب شعبية إلا في عام 2003 عندما اكتشف قالب آخر وهو سنت لينكولن 2003 وكتب عنه في مجلةعالم العملات. ولم يكن الأمر سوى مسألة وقت قبل أن  يكتشف المزيد والمزيد من هذه الأصناف. ولم يطلق اسم "الخطوات المتموجة" على هذه الشذوذ إلا في عام 2003.
قاموا بالتفكير في عبارة "أثر" لأول مرة في عام 2000 عندما لاحظ كين بوتر خطوطًا متدرجة من بعض عناصر تصميم قالب متموج. أظهرت المقارنة بين القوالب الأخرى التي تحمل كل من "الخطوات المتموجة" و"المسارات" أن الخطوط من كلا الشذوذين كانت تسير في نفس الاتجاه بالضبط. ومن هنا تبين أن هذه الشذوذات هي نفس الشيء مع اختلاف وحيد وهو الاتجاه الذي اتخذته الخطوط.

## الروابط خارجية
- Traildies.com
- عالم العملات